# 12号阿肯色州州道
12号阿肯色州州道（英語：Arkansas Highway 12，AR12，Ark. 12）是位于美国阿肯色州西北部的一条东西走向的州级公路，长56.6英里（91.1），西起本頓縣切羅基城附近的与俄克拉荷马州交界处接116号俄克拉荷马州州道（OK116），东至州麥迪遜縣克利夫蒂接23号阿肯色州州道（AR23）。